# Перагалло, Марио
Марио Перагалло (итал. Mario Peragallo; 25 марта 1910 — 23 ноября 1996) — итальянский композитор.

## Жизнь и творчество
Родился и вырос в Риме. Композицию изучал под началом Винченцо ди Донато и Альфредо Казеллы. Параллельно занимался на фортепиано. Первые сочинения датированы 1920-ми годами. С самого начала тяготел к опере. В ранний период (до 1945 года) был близок традиции  веризма в духе Риккардо Дзандонаи и позднего Пуччини. В послевоенные годы, испытав влияние музыки Шёнберга, начал использовать додекафонную технику, с первых своих опытов, впрочем, обозначив своеобразность подхода к трактовке серии и оставшись верным лиризму работ предыдущего периода. Типичным в этом смысле является драматический мадригал «Холм» (La collina, 1947). Широкая известность пришла к композитору с оперой «Загородная прогулка» (1953), в которой им контрастно и символически сталкивались тональное и додекафонное.
В последующие годы был художественным директором Римской филармонической академии (1950—53; сменил на этом посту Гоффредо Петрасси), секретарём (1950—56) и президентом (1956—60 и 1963—85 гг.) итальянской секции Международного общества современной музыки.
В конце 1950-х, когда музыка Перагалло по своему языку приближалась к авангарду тех лет (в частности, исследуя возможность взаимодействия традиционных музыкальных инструментов и альтернативных источников звука) пережил глубокий творческий кризис и сочинять перестал.
Молчание композитора длилось более двадцати лет и было прервано лишь в 1980 году работой «Emircal» на смерть Луиджи Даллапикколы. Сохранилось письмо Даллапикколы к Перагалло от 1966 года, в котором тот выражает свою озабоченность затянувшимся перерывом в творчестве Перагалло и призывает его вновь взяться за работу. Однако лишь смерть Даллапикколы подтолкнула к началу работы, посвящённой его памяти. Состоящее из двенадцати сцен (как дань додекафонии Даллапикколы) сочинение для голосов, оркестра и магнитофонной ленты исходит из высказывания, приписываемого Блаженному Августину (как и текст оставленного на рояле Даллапикколы наброска в день его смерти) и заканчивающегося словом «lacrime» (ит. «слёзы»). В седьмой сцене, «Lied» (Песнь), текст псевдо-Августина обращается (аллюзия на структуру последнего законченного сочинения Даллапикколы, «Прощание») и поётся задом наперёд, таким образом начинаясь буквами «emircal», что и дало работе название. Магнитофонная лента, задействованная в «Emircal», служит для ввода в текст произведения записей исполнителей особенно близких Даллапикколе: звучание голоса Магды Ласло, скрипки Сандро Матерасси и виолончели Амедео Бальдовино. Эпилог (одиннадцатая сцена) цитирует  мотивы «Узника», «Песен освобождения», кантаты «К Матильде» и «Молитв». Премьера «Emircal» состоялась 20 мая 1980 года на Флорентийском музыкальном мае. Дирижировал Лучано Берио.
После завершения работы над «Emircal» Перагалло продолжил достаточно активно сочинять музыку (преимущественно инструментальную) до конца своей жизни. В числе наиболее значительных работ камерный концерт для кларнета «Perclopus» (1982), Второй фортепианный концерт (1988) и др.

## Сочинения

### Камерная музыка
- Композиция, для фортепиано (1927)
- Балет, для фортепиано (1929)
- Прелюдия, для гитары (1933)
- Струнный квартет № 1 (1933)
- Струнный квартет № 2 (1934)
- Концертино, для фортепианного квартета (1935)
- Струнный квартет № 3 (1937)
- Музыка для двойного струнного квартета с ансамблем (1948)
- Фантазия, для фортепиано (1953)
- Вибрации, для флейты, «типтофона» (комплекс ударных инструментов изобретения Перагалло) и фортепиано (1960)
- Двухголосные инвенции, для фортепиано в четыре руки (1988)
- Три хроматических ричеркара, для фортепиано в четыре руки (1988)
- Ничто-не-ново (Nientedinuovo), «восемь маленьких музыкальных приношений Per... Ori... St... Ia», для кларнета и фортепиано (1990)
- Три музыкальных номера, для виолончели и фортепиано (1990)

### Оркестровые сочинения
- Адажио, для арфы, фортепиано и струнного оркестра (1927)
- Ленто, для струнного оркестра (1927)
- Лирическая симфония, для голоса с оркестром (1929)
- Концерт для оркестра (1941)
- Концерт для фортепиано с оркестром (1950)
- Фантазия для симфонического оркестра (1950)
- Концерт для скрипки с оркестром (1954)
- Совмещённые формы (Forme sovrapposte), для оркестра (1959). Посвящено Луиджи Даллапикколе.
- Perclopus, камерный концерт для кларнета, духового квинтета, струнного квинтета и магнитофонной ленты (1982)
- Концерт для фортепиано с оркестром № 2 (1988)

### Вокальная музыка
- Джиневра (La Ginevra degli Almieri), мелодрама в трёх актах на либретто Джоваккино Форцано  (1937)
- Знамя святого Георгия (Lo Stendardo di San Giorgio), мелодрама в трёх актах на либретто Джоваккино Форцано (1941)
- Холм (La collina), драматический мадригал для солистов, хора и камерного оркестра на текст из «Антологии Спун-Ривер» Эдгара Ли Мастерса (1947)
- In memoriam, хорал и ария, для смешанного хора с оркестром на текст Луиджи Даллапикколы (1947)
- De profundis, для смешанного хора без сопровождения (1952)
- Загородная прогулка (La gita in campagna), одноактная опера в трёх картинах на текст Альберто Моравиа (1953)
- Парик императора (La parrucca dell' imperatore), опера, сценическое рондо на текст Джанфранко Мазелли (1953)
- Emircal, для симфонического оркестра, голосов и магнитофонной ленты, на текст, приписываемый Блаженному Августину, и слова Лео де Берардиниса (1980)